# 國王岩堡壘

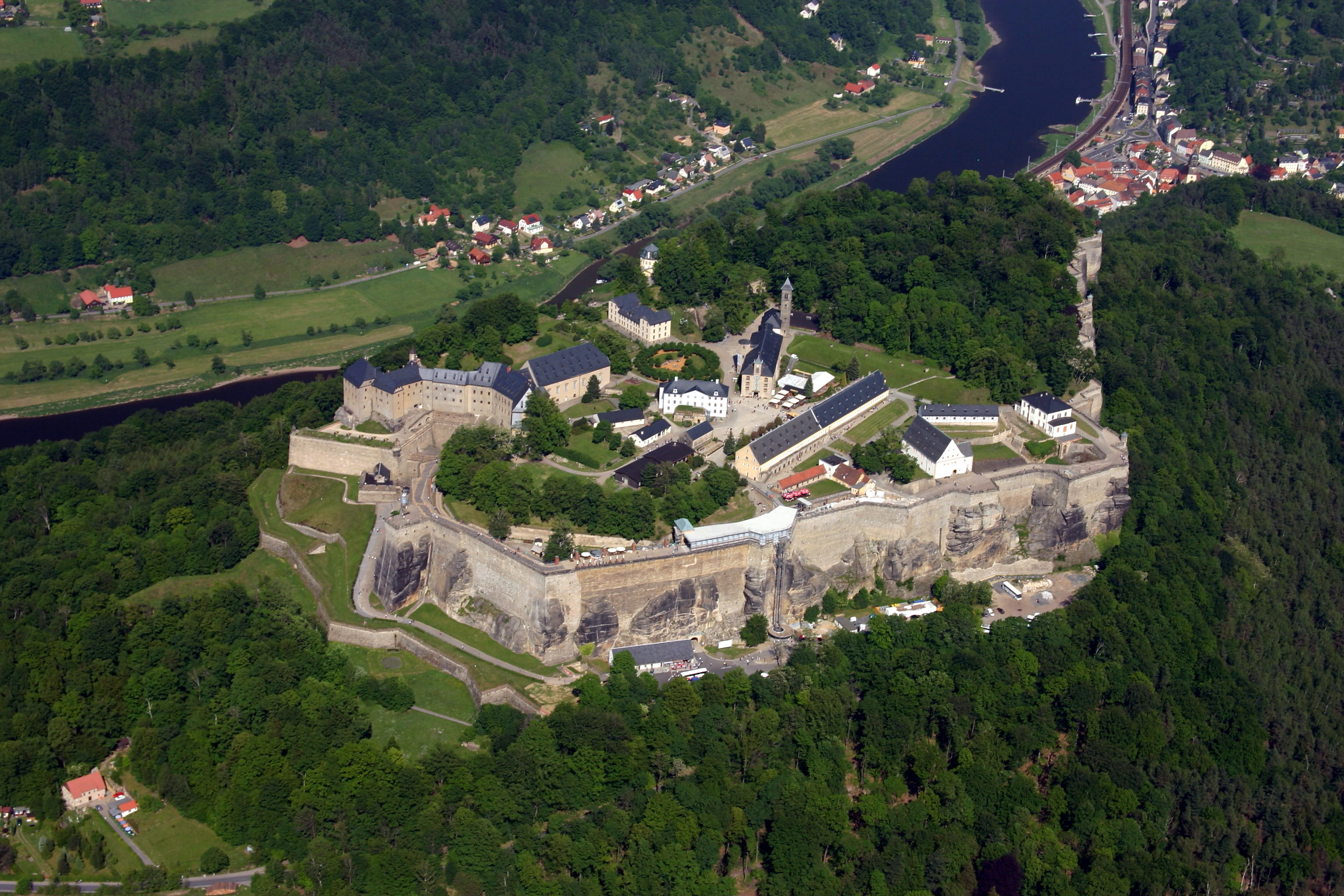
國王岩堡壘，2008年

國王岩堡壘（德語：Festung Königstein，或譯國王石堡壘）俗稱「薩克森的巴士底監獄」，是一座位在德國薩克森小瑞士山區、易北河左岸，近德勒斯登的山頂堡壘，俯瞰著國王岩鎮。它是歐洲規模最大的山頂要塞之一。
國王岩堡壘高踞於9.5公頃的岩石高原（即同名的國王岩）上，距易北河高240公尺。它由超過50座建築體組成，其中部分已有400年以上的歷史，見證了堡壘的軍事與民生興衰。堡壘由堅固的壁壘環繞、綿長1800公尺，以牆高可達42公尺的筆峭砂岩城壁阻絕外敵。堡址中心座落著一坎深井，下勘至152.5公尺，是薩克森邦最深、全歐洲次深的水井。
國王岩堡壘原為國家監獄，有數世紀的悠久歷史；由於維護良好，現在則成為薩克森最主要的觀光景點，每年約有70萬名遊客到此遊覽。

## 歷史
目前已知關於國王岩堡壘的最古老的記載，可追溯至1233年的波西米亞國王文塞斯勞一世。

## 画廊

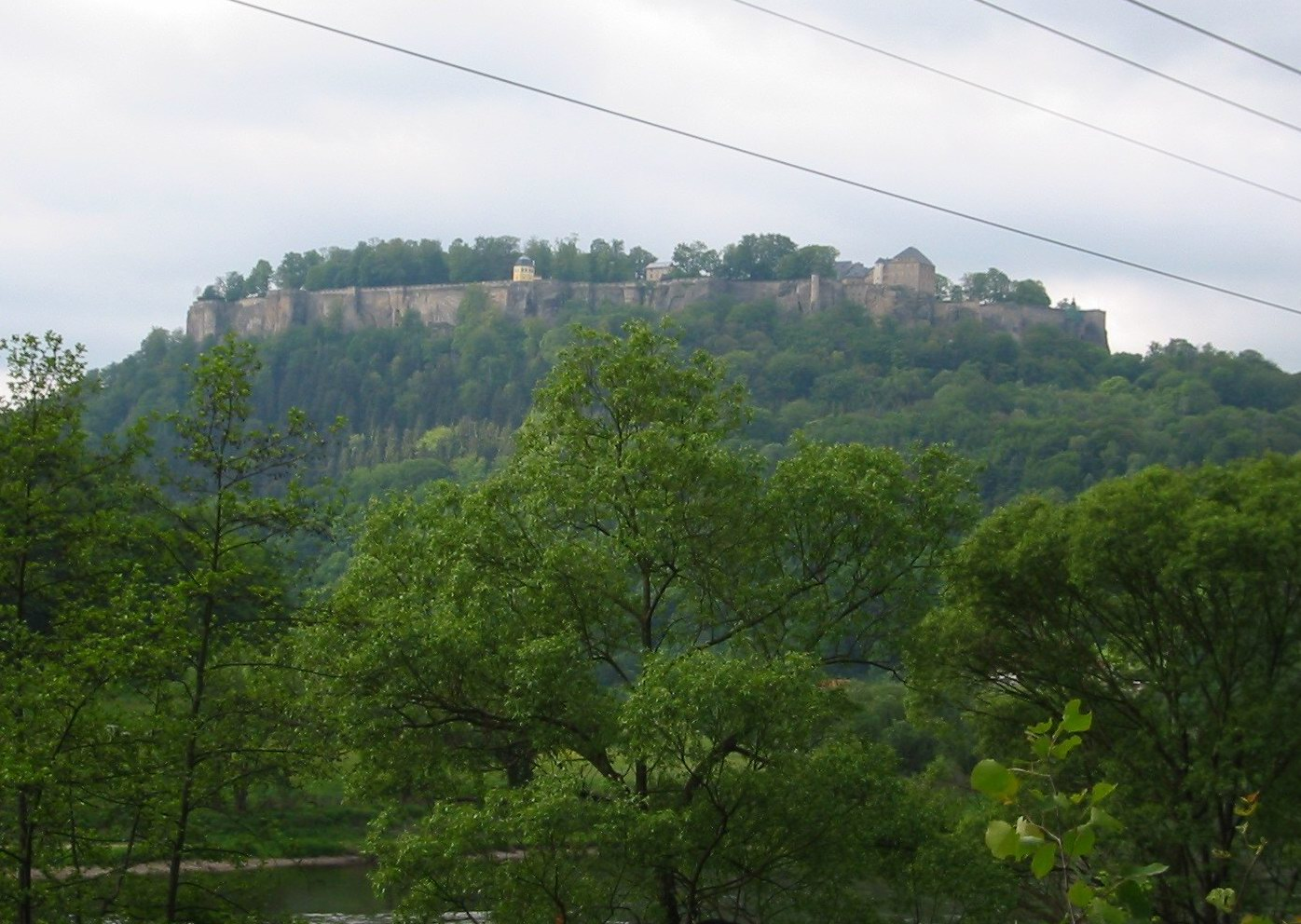
從易北河望去的堡壘一隅
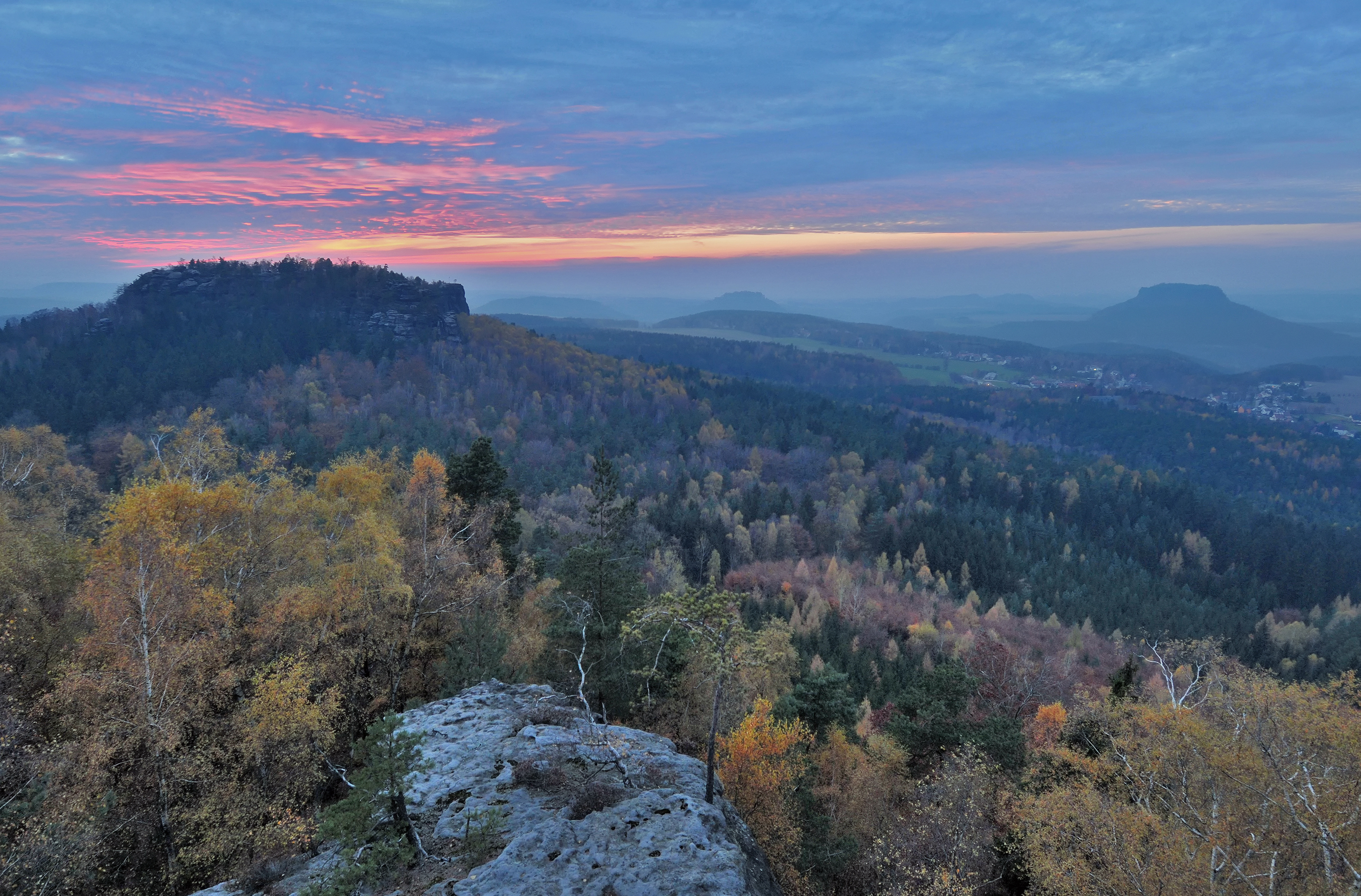
教皇岩山區所見的山景，由左至右分別為：哥里西山（Gohrisch）、國王岩和百合岩
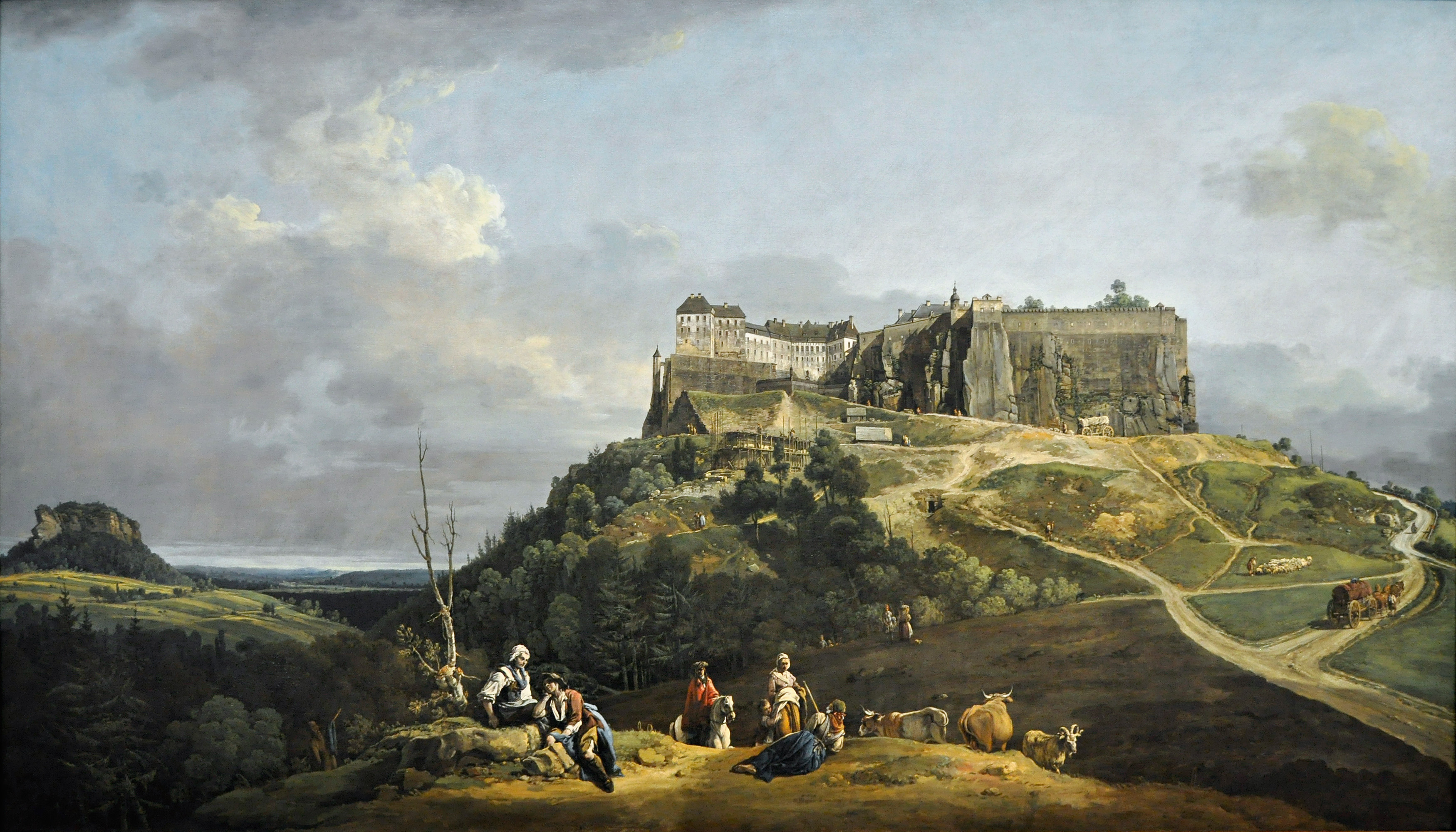
國王岩堡壘，卡納列托繪，1756年-1758年
百合岩山區的所看見的國王岩堡壘和高原
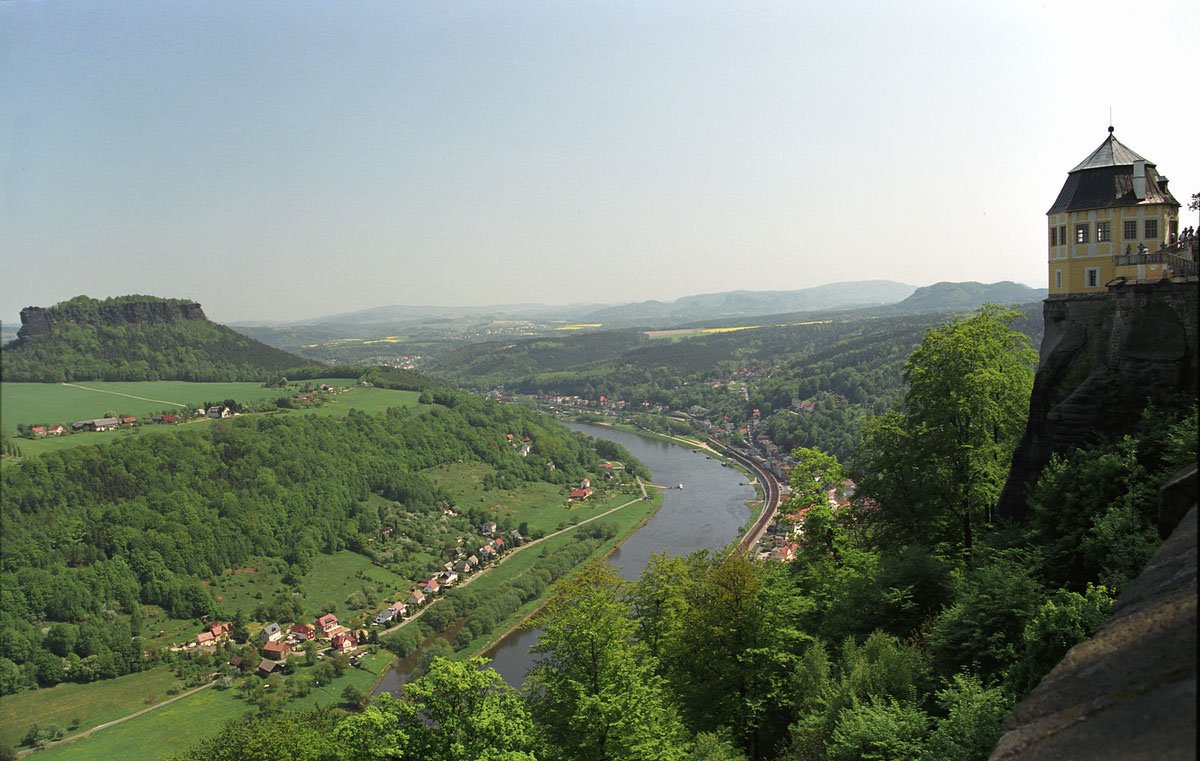
國王岩堡壘隔著易北河與百合岩對望